# 麗莎·麥克弗森
麗莎·麥克弗森（英語：Lisa McPherson，1959年2月10日—1995年12月5日），美國德克薩斯州達拉斯人，是一個山達基信徒，她在山達基教會旗艦服務機構（FSO）的照顧下死於肺栓塞。在她去世後，山達基教會以兩項重罪被起訴，「虐待和／或忽視殘疾成人」及「無許可證行醫」。2000年6月13日，佛羅里達州的驗屍官把死因由「未確定」改變為「意外」後，對山達基教會的指控被取消。她的家人發起民事訴訟，教會於2004年5月28日成功進行庭外和解，賠償金保密。

## 背景
1994年，麗莎·麥克弗森於其18歲時成為了一位山達基的追隨者，跟隨她的雇主Bennetta Slaughter(當時的AMC Publishing的主要經營者通過山達基理論進行工作)，從德克薩斯州的達拉斯搬到佛羅里達州的清水市。
在1995年6月，由於知覺心理不穩定，教會向麗莎進行反思程序。麗莎完成程序，並於9月達到清新境界—山達基的一個心靈水平。
1995年11月18日，麗莎·麥克弗森經歷了一場輕微的車禍。由於醫護人員最初沒有處置她，因為她是可以行走自如，但之後她開始脫下她的衣服，醫護人員決定把她送到了醫院。她曾經對醫護人員說，她脫掉衣服，希望能獲得輔導 。但醫院工作人員一致認為，她沒有受到傷害，但建議觀察她一夜。山達基人員干預之後，麥克弗森拒絕接納精神病觀察或住院，經過簡短的檢查後，她自行出院。
後來，根據山達基教會，麗莎·麥克弗森帶到旗艦陸上基地「休息和放鬆」，但宣誓聲明顯示，麥克弗森被帶到那裡再進行反思程序。佛羅里達州檢察長馬克麥加里，認為麗莎留在旗艦基地裏是「隔離觀察」。教會把麥克弗森放在一小室內，保持24小時監視。麥克弗森的日常護理，有詳細的日誌紀錄。這些記錄是在素質白紙上手寫的。這些記錄大多數保存了，但最後的三天，只有從正本的總結，原件切碎了。
麥克弗森的「護理記錄」講述她最後17天的生活：她是語無倫次的，有時甚至用暴力，她的指甲被切去，使她不會抓傷自己或工作人員，她於牆上撞傷了拳頭和腳。她失眠，被給予天然補品和藥物水合氯醛，來幫助她睡眠。她看似生病和生瘡：「她臉上看上去像有麻疹或水痘。」她多次拒絕工作人員提供的食物和蛋白質奶昔。在26、30、3、4日，工作人員試圖強迫她進食，在紀錄上她吐出了食物。在紀錄上她是非常虛弱，不能站立，甚至有幾天全無移動。山達基人員有誰對此處理提出質疑，都被告知“去你的屁股”。
1995年12月5日，教會工作人員接觸一位山達基醫生大衛·佲卡夫，他沒有檢查麥克弗森，卻兩次開藥物處方（安定和水合氯醛）。教會工作人員要求他開抗生素，因為麥克弗森似乎有感染。佲卡夫拒絕，並指出麥克弗森應被送到醫院，在開任何處方之前，他需要看到她。教會人員反對，並表示擔心麥克弗森在醫院將受到精神病護理。賈尼絲·約翰遜說，在醫院途中麗莎已經氣喘，並呼吸困難。但是教會人員在清水市以北一路上經過了四家醫院，一共長達45分鐘行程，才抵達他們的最終目的地。當他們抵達佲卡夫的醫院時，麥克弗森已沒有生命跡象。他們試圖把她復甦進行了約20分鐘，醫護人員給她施予心肺復甦術和抗生素，但無濟於事。隨後她被宣布死亡。
於1995年12月5日，山達基人員打電話給麥克弗森的家人，說她在美利堡「休息和放鬆」之中，死於腦膜炎或血凝結。翌日「可疑死亡」調查開始，並進行了驗屍。一年後，清水市警署一個網站要求大眾提供麥克弗森的死亡資料，媒體開始猜測她的死亡原因。
從此約莫在麥克弗森死亡後的週年，在山達基機機構外有定期示威。在2008年2月10日，這一天為麗莎的生日，有七千人以上，在全世界百多個城市的山達基機構門外抗議。

## 驗屍報告
在1995年12月5日，由助理驗屍官羅伯特·戴維斯進行麥克弗森的驗屍。戴維斯從未完成驗屍報告，因為他被要求辭職。他的上司驗屍官瓊·活完成報告。
該報告確定麗莎·麥克弗森的死因是左肺動脈血栓塞，由“臥床不動和嚴重脫水”造成，死亡的方式為“未定”。該報告還確定了多個血腫（瘀傷），鼻子有擦傷，和在右下臂略高於手腕處有皮膚受傷，符合了被昆蟲或動物所咬的情況。

1997年1月21日，瓊·活在電視節目“內部版”指出，驗屍報告顯示麥克弗森惡化緩慢，沒有飲用液體長達5至10天，導致體重不足，而且被蟑螂咬，她死之前昏迷了24至48小時。

## 麗莎麥克弗森條款
山達基教會現在要信徒簽署棄權證書，放棄因為反思程序控告教會。

## 外部連結
- 麗莎麥克弗森紀念網站（页面存档备份，存于）——山達基批評者傑夫·雅各布森創建